# Bernice Falk Haydu
Bernice "Bee" S. Falk Haydu (15 de diciembre de 1920-30 de enero de 2021) fue una aviadora estadounidense que se desempeñó como pilota del Servicio de la Fuerza Aérea Femenina (WASP) en la Segunda Guerra Mundial. Se mantuvo activa en la aviación y siguió siendo una defensora de las mujeres piloto.

## Infancia
Bernice Falk nació en diciembre de 1920 y se crio en Montclair, Nueva Jersey. Se graduó de la escuela secundaria allí en 1938. Mientras trabajaba como secretaria, se inscribió en clases de aviación los fines de semana, porque su hermano estaba en la Fuerza Aérea del Ejército y descubrió que a ella también le gustaba volar. En 1944 asistió al entrenamiento de vuelo WASP en Sweetwater, Texas.

## Carrera

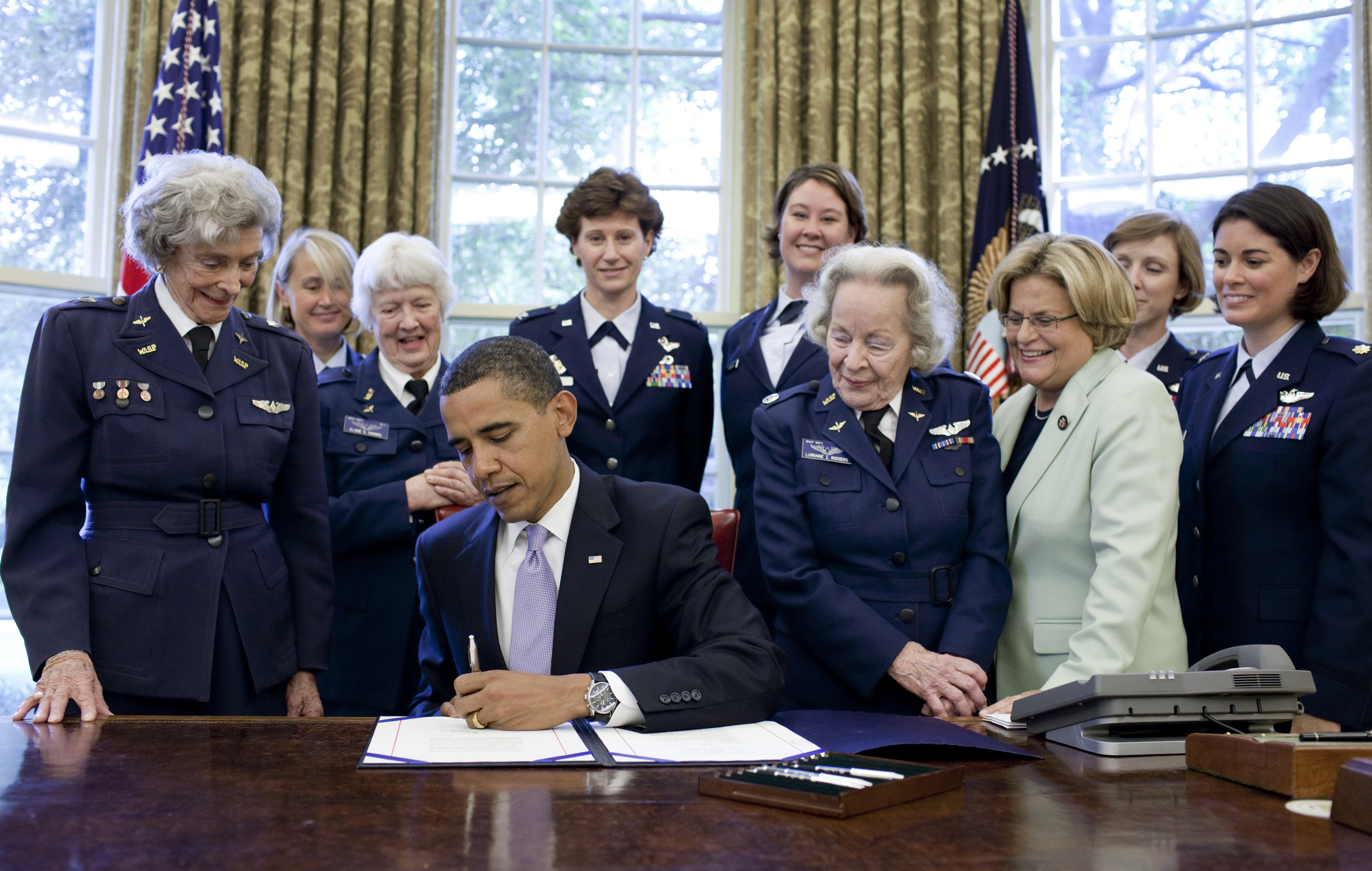
Ceremonia de firma de la Medalla de Oro del Congreso de la WASP, 2009; Haydu está de pie delante a la izquierda.

Después de completar el entrenamiento en marzo de 1944, fue asignada al aeródromo del ejército de Pecos como piloto de pruebas de ingeniería y piloto de servicios públicos para el resto del programa WASP. Después de la guerra, transportó aviones y abrió un concesionario Cessna. Fue propietaria de una escuela de vuelo con varios otros veteranos y trabajaba para Indamer, una empresa de Nueva York que vendía piezas de aviones a la India. También participó en exhibiciones aéreas y en dos Powder Puff Derbies. En 1971, resultó gravemente herida como pasajera en un vuelo de exhibición aérea en Ottawa.
Fue presidenta de la Orden de Fifinella, un grupo de exalumnas de WASP, de 1975 a 1978; durante su mandato, las WASP fueron reconocidas oficialmente como veteranas por el Congreso. y de 1978 a 1980 fue presidenta de la Women Military Aviators. 
Bee Falk Haydu fue una de las tres WASP sobrevivientes presentes en la Oficina Oval en 2009, cuando Barack Obama otorgó la Medalla de Oro del Congreso a las WASP por su servicio. Haydu recibió un doctorado honorario de la Facultad de Aeronáutica y Tecnología de Vaughn en 2015.

## Vida personal y legado
Bee Falk se casó con su colega aviador Joe Haydu en 1951. Tuvieron tres hijos juntos, Joseph, Steven y Diana, nacidos en 1952, 1953 y 1954, respectivamente. Enviudó en 2001 y pasó su vida posterior en Florida. Haydu publicó una memoria de la Segunda Guerra Mundial, Letters Home 1944-1945, en 2008. Ofreció memorabilia y una entrevista de historia oral a la Biblioteca del Congreso de Estados Unidos y donó otros materiales a la Universidad de Mujeres de Texas en Denton, Texas. 
Una placa conmemora su trabajo en el Salón de la Fama de la Aviación y el Museo de Nueva Jersey en el aeropuerto de Teterboro, y su uniforme WASP se encuentra en exhibición en el Museo Nacional del Aire y el Espacio.
Cumplió cien años el 15 de diciembre de 2020 y murió el 30 de enero de 2021.